# SinB
黃恩妃（：／ Hwang Eun Bi，1998年6月3日—），韓國女歌手，藝名SinB（：／ Sin Bi），在韓國女子團體GFRIEND內擔當主舞、副唱。現為VIVIZ成員。

## 人物
生於1998年6月3日，喜愛吃辣的食物，小時候受父親影響，曾夢想同時成為國際律師或歌手，從小學時就準備出道，因路途艱難一度曾想放棄成為歌手的夢想。在小學六年級時，在父親說服下及對歌手更感興趣抉擇成為歌手。信飛初次給人的印象冷漠，但實際上是個傲嬌，表面上表現得不在乎，但實際上是一位細心的人，是一位擁有反轉魅力的人。其從小學習舞蹈，因練舞過度长期受到肩膀习惯性脱臼的困擾。在GFRIEND的熱帶夜到團體被終止合約間經歷低潮，變得不喜歡看自己的直拍並逐漸失去活動的動力。在GFRIEND結束活動後，人生渡過了艱難的一年。2023年4月19日，同齡青梅竹馬及最好的朋友文彬與世長辭陷入悲傷。
在出道前最喜歡的男子偶像團體為BIGBANG。7歲時，參與兒童舞蹈隊與銀河初次見面。8歲時，與文彬擔任童裝模特兒認識，小時候因隔壁棟公寓鄰居經常相約跳舞，為娛樂圈同齡的青梅竹馬，與夫勝寛、雄宰、李繡至、嚴智被稱為「98Line」。與宇宙少女的恩熙為高中同班好朋友。

## 演藝生涯

### 出道前
10歲時，曾以SES名義參與電視節目《真實的遊戲》並展示Popping舞蹈實力；同年，參與電視節目《驚人的大會-Star King》並展示Popping。SinB練習生生涯總計4年。在出道前曾被公司定下藝名為Chole。

### GFRIEND時期
2015年1月15日，以GFRIEND的成員身分出道。3月21日，擔任音樂節目《Show! 音樂中心》特別主持人。8月11日，首次參與兒童劇《我懷裏的 Larva 與朋友們》擔任蚱蜢精靈。9月18日，為兒童劇《我懷裏的 Larva 與朋友們》獻唱同名OST歌曲。
2016年5月4日，加入綜藝節目《一週的偶像》內單元「偶像是完美」固定成員。8月26日，為電視劇《灰姑娘與四騎士》獻唱第三部OST告白。11月3日，SinB與團員在全州全北大學演出期間，突感身體不適及暈眩，演出不久，便開始出現異樣，摸著頭後顯得軟弱無力，最後更垂頭暈倒台上之後，她去了醫院接受檢查，可正常參與活動。
2017年2月7日，參與了首爾公演藝術高等學校畢業典禮，那天信飛為了掩飾染了頭髮而戴了假髮，導致頭髮看起來太大，其後訪問中，她表示如果能回到過去想改變的事情之一。
2018年9月28日，與請夏、Red Velvet的瑟琪、(G)I-DLE的小娟為SM STATION合作的新曲〈Wow Thing〉MV以及音源公開。9月30日，參與了電視節目《神秘音樂秀：蒙面歌王》。
2020年10月8日，為電視劇《Do Do Sol Sol La La Sol》獻唱第二部OSTYou Are Like My Dream。11月23日，與卡通人物SHINBI推出合作單曲Be Yourself。
2021年1月18日，為電視劇《致美麗的我們》獻唱第二部OSTLoveable。5月22日，GFRIEND全員與SOURCE MUSIC合約到期不續約。

### VIVIZ時期
2021年10月6日，與BPM娛樂簽訂專屬合約，並成為該公司的旗下藝人；所属公司表示：「GFRIEND出身的Eunha、SinB和Umji，未来將以三人組合的形式再次出道和展开多样的活动，希望大家能持續给予支持和关爱，正式宣告新的出发」。
2022年1月9日，成為時尚節目《Style Me 第二季》的主持人。2月9日，以VIVIZ第一張迷你專輯《Beam Of Prism》再次於韓國出道。
2023年9月13日，參與《街頭女戰士2》中團隊DEEP N DAP大型排舞的表演。

## 音樂作品

### OST
| 年份   | 發行日期 | 專輯名稱                   | 歌曲名稱               | 備註         |
| ------ | -------- | -------------------------- | ---------------------- | ------------ |
| 2021年 | 1月18日  | 《致美麗的我們》OST Part.2 | Loveable（사랑스러워） | 原唱：金鐘國 |

### 創作歌曲
- 於韓國音樂著作權協會(KOMCA)登記名稱為「신비」(登記編號10022153）[45]

| 發行日期      | 歌曲名稱     | 收錄專輯                        | 作詞        | 作曲        | 歌曲編號     |             |
| GFRIEND時期   | GFRIEND時期  | GFRIEND時期                     | GFRIEND時期 | GFRIEND時期 | GFRIEND時期  | GFRIEND時期 |
| ------------- | ------------ | ------------------------------- | ----------- | ----------- | ------------ | ----------- |
| 2019年7月1日  | Hope（기대） | 迷你七輯《Fever Season》        |             |             | 100002548143 |             |
| 2020年11月9日 | Secret Diary | 正規三輯《回：Walpurgis Night》 |             |             | 100003143880 |             |

## 影視作品

### 參演音樂錄影帶
| 年份   | 日期    | 歌手 | 收錄專輯       | 歌曲名稱   | 來源                    |
| ------ | ------- | ---- | -------------- | ---------- | ----------------------- |
| 2012年 | 6月24日 | 趙權 | 《I'm Da One》 | I'm Da One | 以Big Hit練習生身份參演 |

### 兒童劇
| 日期                        | 電視台 | 兒童劇名稱                                          | 角色     |
| --------------------------- | ------ | --------------------------------------------------- | -------- |
| 2015年8月11日—2016年3月23日 | MBC    | 《我懷裡的 Larva 與朋友們 (내 품에 라바와 친구들)》 | 蚱蜢精靈 |

### 綜藝節目
| 年份   | 播出日期       | 電視台/频道 | 節目名稱        | 備註                            |
| ------ | -------------- | ----------- | --------------- | ------------------------------- |
| 2022年 | 1月9日—2月27日 | DongA TV    | 《Style Me S2》 | 固定MC，共5集，與金昭誾、趙秀敏 |

## 獎項與榮譽

### 偶像明星運動會獎項
| 年份   | 名稱                           | 項目              | 獎項 | 備註                 |
| ------ | ------------------------------ | ----------------- | ---- | -------------------- |
| 2016年 | 第十一屆偶像明星運動會春節特輯 | 女子田徑400米接力 | 銅牌 | 與Sowon、Yerin、Yuju |
| 2016年 | 第十二屆偶像明星運動會中秋特輯 | 女子田徑400米接力 | 銅牌 | 與Yerin、Eunha、Yuju |
| 2017年 | 第十三屆偶像明星運動會春節特輯 | 女子田徑400米接力 | 銅牌 | 與Sowon、Yerin、Yuju |

## 註解
1. ↑  SinB取自「擁有神秘魅力的少女」的意思
2. ↑  내 품에 라바와 친구들

## 外部連結
- SinB的Instagram帳戶